# Monti Albères
I Monti Albères (francese: Massif des Albères, catalano: Serra de l'Albera) sono la catena montuosa più orientale dei Pirenei al confine fra la Francia e la Spagna. La cima più alta è il Pic de Neulos (1.256 m).

## Geografia
I Monti Albères sono la catena più a est dei Pireniei Orientali. Sono delimitati a ovest dal passo del colle del Perthus, a nord dalla valle del fiume Tech, ad est dal mar Mediterraneo e a sud dalla pianura alluvionale dell'Empordà. Hanno una lunghezza di circa 25 km ed una larghezza dagli 8 ai 15 km. L'altezza media è la più bassa fra i Pirenei orientali, oltre al il Pic de Neulos (1.256 m), le cime principali sono: Monte dei Pastori (1.167 m), Monte delle tre Terme (1.156 m), Picco di Sallafort (992 m).
I monti Albères digradano verso il Mediterraneo a formare le coste rocciose della Costa Vermiglia e del nord della Costa Brava, fra Argelès-sur-Mer e Port Bou.
Il loro territorio è diviso fra la comarca catalana dell'Alt Empordà in Spagna e la regione del Rossiglione nel dipartimento francese dei Pirenei Orientali:
- Comuni francesi (fra parentesi il nome in catalano):
  - L'Albère (l'Albera)
  - Le Boulou (el Voló)
  - Les Cluses
  - Laroque-des-Albères (la Roca d'Albera)
  - Montesquieu-des-Albères (Montesquiu d'Albera)
  - Le Perthus (el Pertús)
  - Saint-André (Sant Andreu de Sureda)
  - Saint-Génis-des-Fontaines (Sant Genís de Fontanes)
  - Sorède (Sureda)
  - Villelongue-dels-Monts (Vilallonga dels Monts)
- Comuni spagnoli: 
  - Cantallops,
  - Espolla,
  - Rabós,
  - Llançà,
  - la Jonquera,
  - Sant Climent Sescebes.

Nella parte spagnola situata nel nord-est dell'Alt Empordà si trova il Sito naturale di interesse nazionale dell'Albera

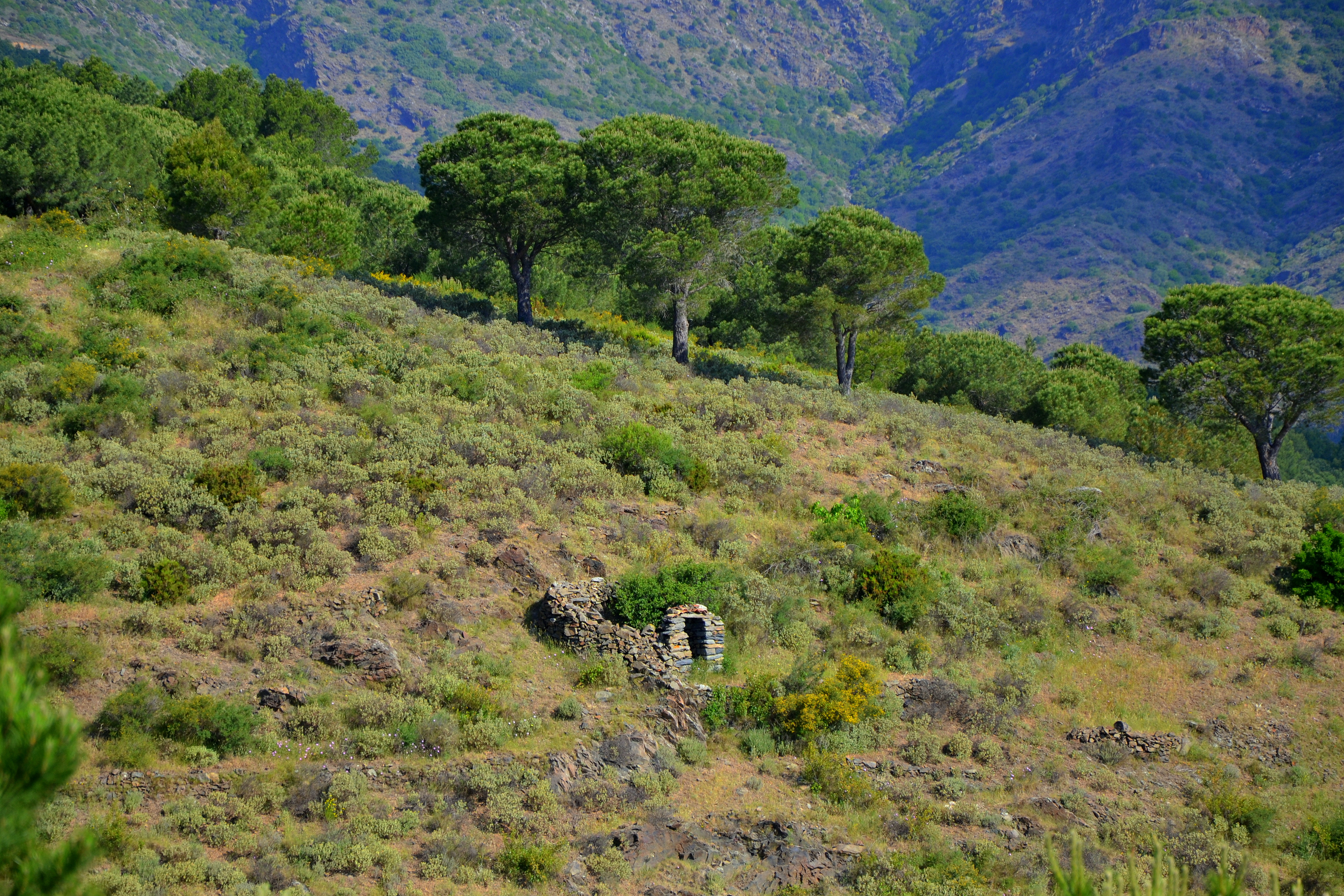
Monti Albères
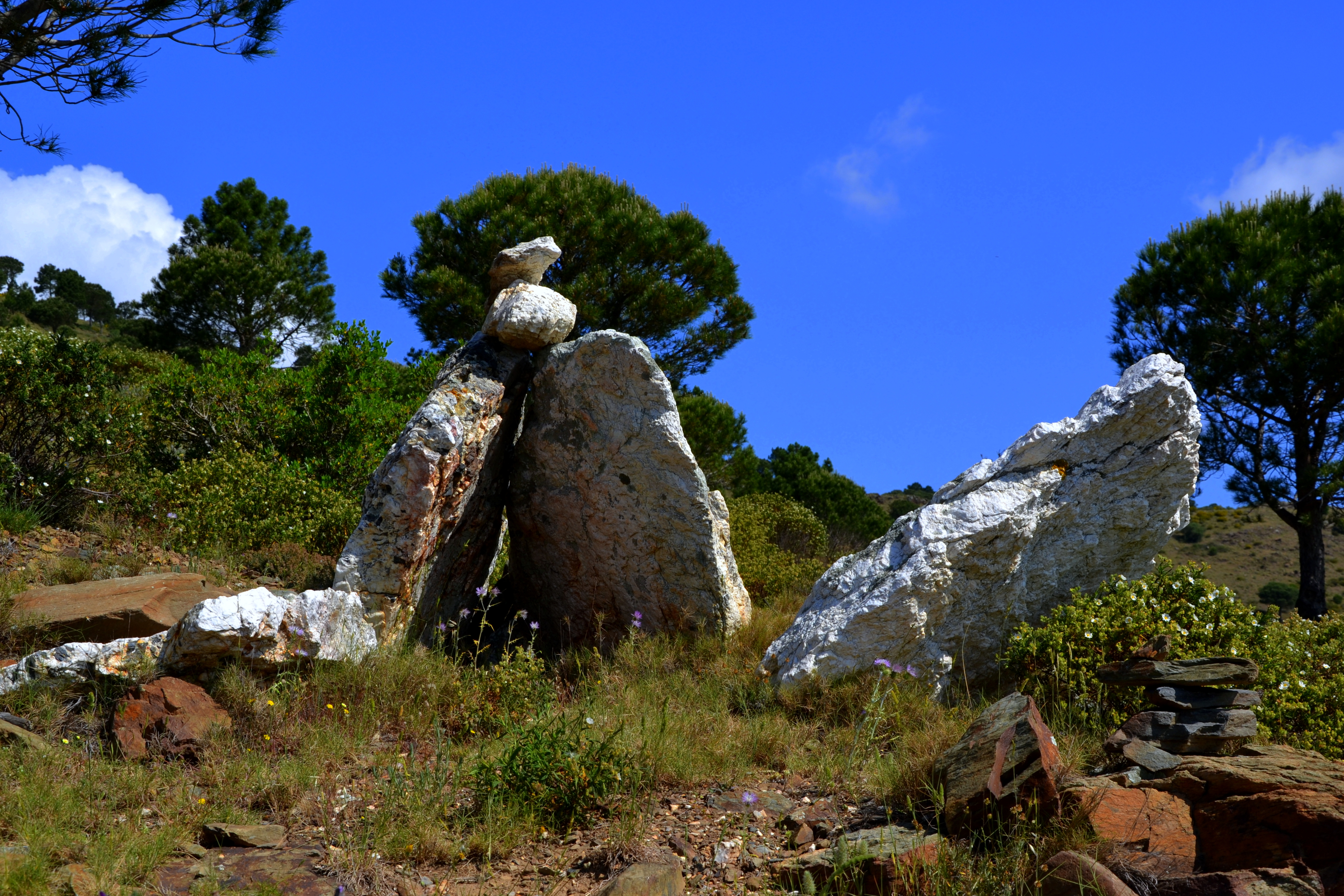
Monti Albères
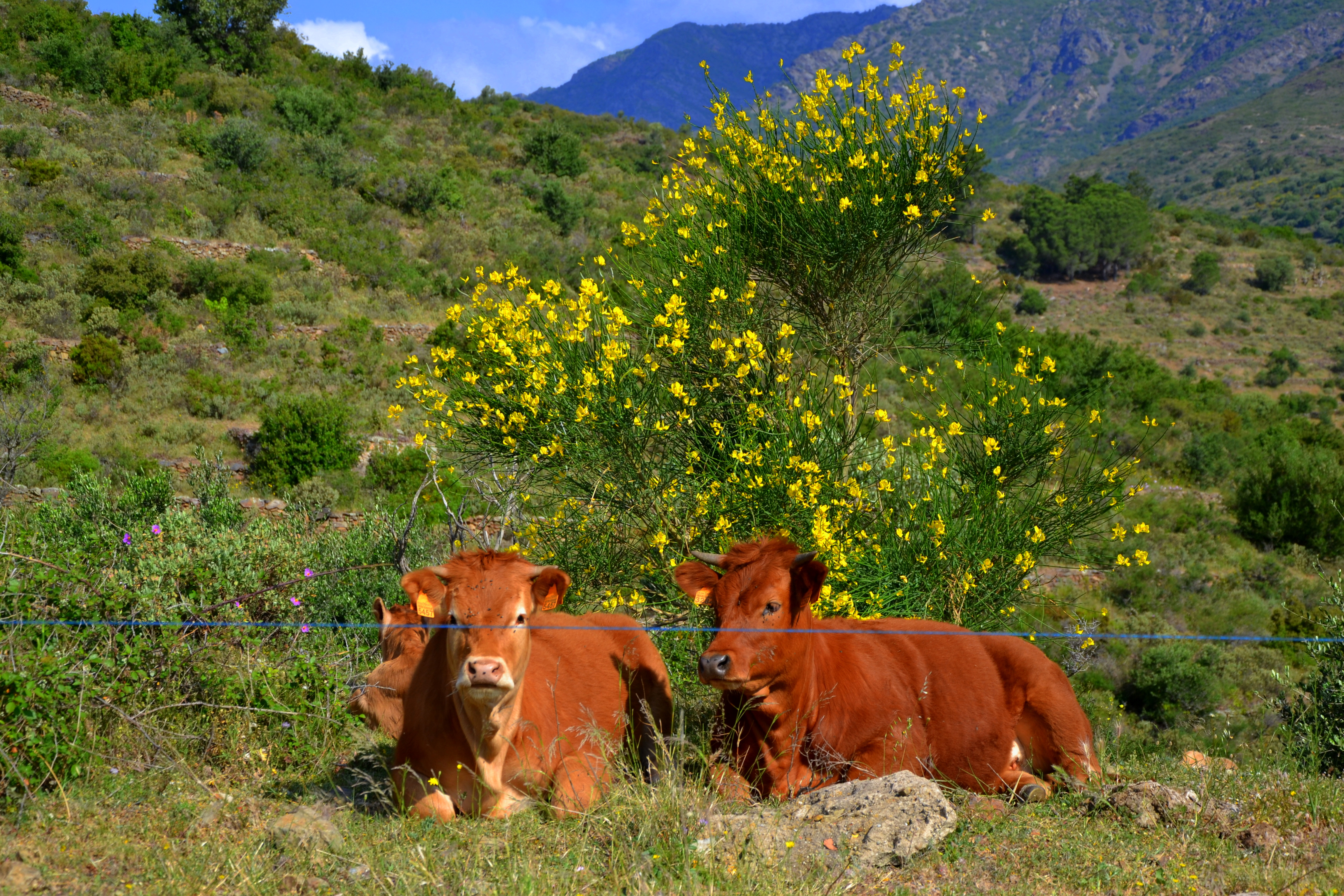
Monti Albères
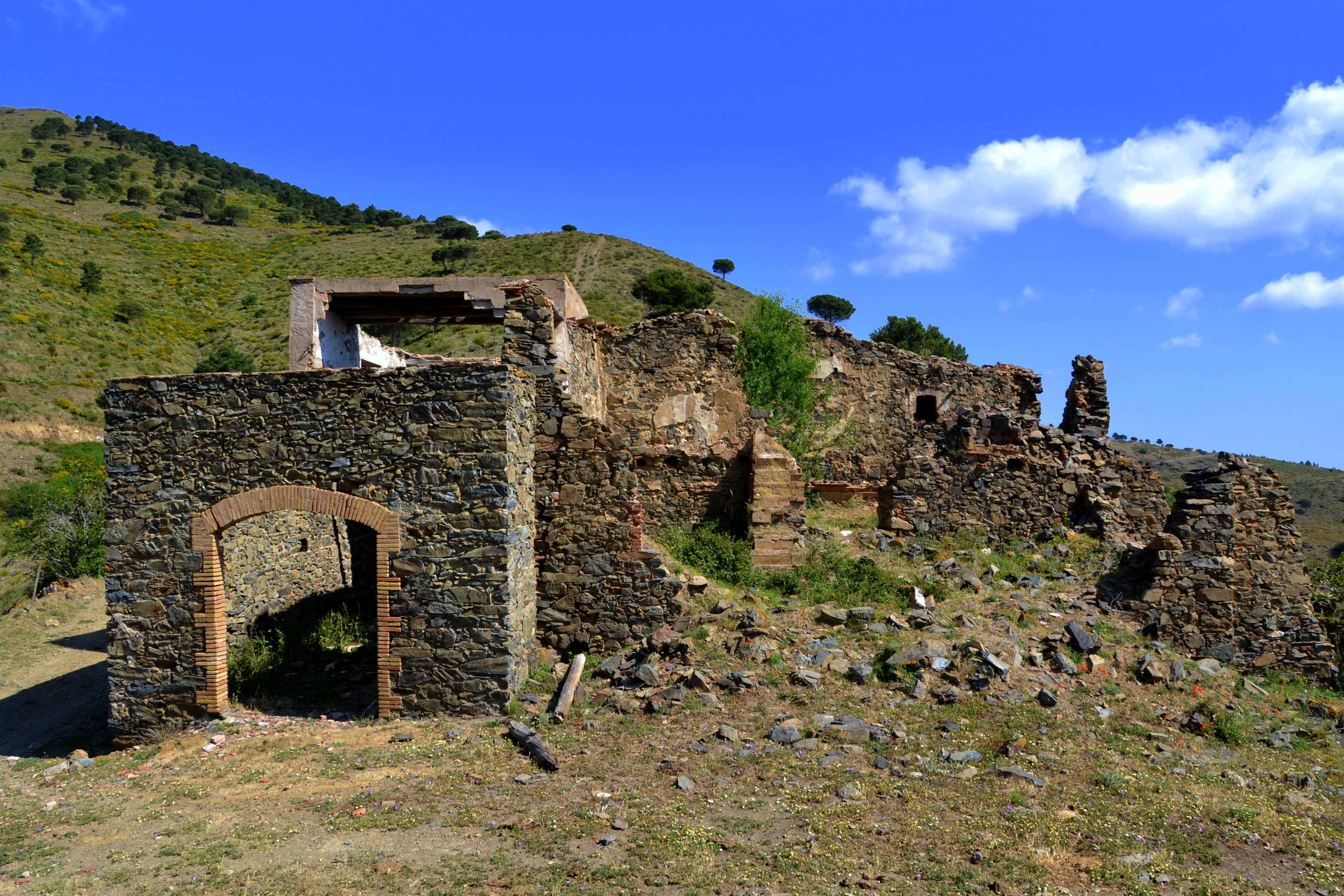
Monti Albères